# Notte stellata (Munch)
Notte stellata (in norvegese Stjernenatt) è un dipinto ad olio su tela creato del pittore espressionista Edvard Munch del 1893. Questo paesaggio notturno rappresenta la costa di Åsgårdstrand, una piccola località balneare a sud di Oslo in Norvegia, dove Edvard Munch trascorreva le sue estati dalla fine degli anni Ottanta dell'Ottocento. In questo dipinto Munch mostra la vista dalla finestra dell'hotel, dove si innamorò per la prima volta.